# زانا برسکی
زانا برسکی (انگلیسی: Zana Briski؛ زادهٔ ۲۵ اکتبر ۱۹۶۶) یک عکاس اهل انگلستان and ایالات متحده آمریکا است.